# AmigOz
AmigOz es un proyecto musical creado en 2013 por el exbajista de la banda de folk-metal Mägo de Oz, Salva García, para reunir a algunos ex-componentes del grupo y recuperar algunos de los temas de la primera etapa de la banda (hasta el disco Finisterra, del año 2000).

## Historia
AmigOz se formó a raíz de que el primer bajista que tuvo Mägo de Oz, Salva García, tras 10 años de sequía musical desde que dejase Mägo de Oz en 2002 (después de 13 años en la banda), y tras entrar a formar parte del grupo manchego Kolectivo Suicida tuviera la idea de formar una banda para celebrar su vuelta a los escenarios, en un hipotético único concierto el 14 de septiembre de 2013 en las Fiestas Patronales de Madridejos.
Para tal ocasión pidió a algunos de sus viejos amigos, con los que compartió tantos buenos momentos, que se unieran a él y le acompañasen en tan señalado día, todos ellos ex-componentes de Mägo de Oz en sus primeras etapas, a esta cita (única en principio) también se apuntan los madrileños Asfáltika. 
Fue tal la repercusión de la noticia entre el público y en redes sociales, que una semana antes (7 de septiembre de 2013) y a modo de ensayo general para la cita del día 14, AmigOz se subieron por primera vez a un escenario en Coria (Cáceres) acompañados del violinista mexicano Santiago Vokram y el guitarrista Fran Soler en una fiesta motera organizada por la Peña Esperando, siendo este primer concierto un gran éxito. Tras este primer contacto con el público, se decidió grabar la actuación de Madridejos en DVD y se empezó a mascar la posibilidad de que el proyecto no terminase aquí.
Tras la buena acogida que sus primeras actuaciones tuvieron, los componentes de AmigOz decidieron seguir con la banda de manera continuada a partir de finales de 2013, y para ello adaptan algunos de los temas de los primeros años de Mägo de Oz además de comenzar a trabajar en las primeras canciones propias del grupo para adoptar un sonido propio de AmigOz.
Destacar que AmigOz contaba con la imprescindible presencia de Juan Carlos Flores, quien fuera un carismático técnico de backline de Mägo de Oz durante muchos años, y que aporta la tranquilidad y el auxilio necesario en los directos a sus componentes.
A finales de 2015 salió a la luz un CD promocional con tres temas titulado Gracias Chile que recoge tres de sus primeros temas propios y una bonus track. Para primavera de 2016 la banda planearía un concierto en Santiago de Chile junto al exvocalista de Mägo de Oz y su banda José Andrëa y Uróboros.
El 3 de octubre de 2016 anunciaron en su página de Facebook la grabación de un disco para octubre de 2017, y que llevaría por título el nombre de la banda, AmigOz.
Aunque a mediados de 2016, la banda anunció su disolución, por motivos tanto económicos como personales y falta de ideas para futuros proyectos, el público no permitiría que la banda desapareciese. En el camino de AmigOz, además, aparecerían Pablo Revilla (de ReviRock Estudios), Felipe Andrés desde Chile, Chino Flores (guitarrista y productor de Uróboros), para producir su álbum, y la familia García Sáez, productora ejecutiva del mismo. Gracias a todos estos individuos, el disco homónimo del grupo fue lanzado por la discográfica AvispaMusic, el cual contenía las canciones "Amigo" o "Soy lo que buscas" como sencillos. Así, AmigOz no se quedaría en una intención.
Entonces llegó su gran momento. El grupo dio conciertos por muchos lugares del país, entre ellos su actuación en la plaza Maestro Victoria (Madrid) por el Día de la Música 2018. 
A día de hoy se han separado (aunque no de forma definitiva), pues Kiskilla y Fernando Ponce trabajan con José Andrëa y Uróboros, mientras que Vokram y Arellano están actualmente en la banda Runa Llena, formada por Frank y Carlitos, otros dos antiguos miembros de Mägo de Oz. Con lo cual sólo quedan Juanma, Salva, Tony y Chema como miembros de AmigOz.

## Componentes
- Juanma Lobón (voz, ex-Mägo de Oz)
- Salva García (bajo, ex-Mägo de Oz)
- Chema Alonso (guitarra rítmica, ex-Mägo de Oz)
- Tony del Corral (saxofón, ex-Mägo de Oz)

## Ex-componentes
- Fran Soler (guitarra)
- Ismael Gutiérrez (guitarra)
- Juan Martz (guitarra)
- Joaquín Arellano "El Niño" (batería)
- Santiago Vokram del Gesú (violinista)

## Discografía
- Gracias Chile (2015) -Maqueta-
- AmigOz (2017)

## Enlaces
- www.amigoz.es

- Datos: Q25408208